# Blaues Wunder (Dresden)
Das Blaue Wunder, offiziell als Loschwitzer Brücke bezeichnet, ist eine der Dresdner Elbbrücken. 1891 bis 1893 als Stahlbrücke errichtet, verbindet sie die 1921 nach Dresden eingemeindeten beiden Dörfer bzw. heutigen Stadtteile Blasewitz am linken und Loschwitz am rechten Ufer miteinander. Im heutigen Stadtgebiet ist sie die am weitesten östlich liegende feste Querung der Elbe.
Historisch ist sie die zwölfte Elbebrücke in Sachsen, durch die Eingemeindungen 1921 die historisch fünfte Elbebrücke auf dem Dresdner Stadtgebiet.
Der Name Blaues Wunder leitet sich einerseits von dem ursprünglich himmelblauen Anstrich der Brücke ab, dessen originaler Farbton erst nach 2015 im Rahmen eines Farbbefundes endgültig wiederentdeckt wurde. Er leitet sich weiterhin von der zeitgenössischen Rezeption der 1890er Jahre ab, die die ungewöhnliche Konstruktion von Claus Koepcke der versteiften Hängebrücke, die faktisch nur zwei Dörfer auf verschiedenen Flussseiten verband und andere Brückenkonstruktionen im Wesentlichen unbekannt waren, seinerseits als „Wunder“ betrachtet wurde.
1935 wurden ober- und unterstromseitig Fußwege außerhalb der eigentlichen Konstruktion angebracht. Zwar während der Luftangriffe auf Dresden im Februar 1945 durch Bomben beschädigt, konnte ihre vorgesehene Sprengung durch die SS durch mindestens fünf voneinander unabhängig handelnde Personen verhindert werden; sie ist historisch damit eine von zwei Dresdner Elbbrücken, die die Zerstörung der Stadt überstanden.
Zu keinem Zeitpunkt für die jahrzehntelang wachsende oder etwa die heutige Verkehrsbelastung konstruiert, wurde die Brücke vor allem durch die vernachlässigte Pflege zu DDR-Zeiten verschlissen, die die besondere Koepcke-Konstruktion von 1891 an den Rand ihres Erhalts brachte – „Abriss-Neubau“-Gedanken wurden in den späten 1960er/Anfang der 1970er Jahre ernsthaft erwogen. Trotz der 1985 erfolgten Einstellung der seit Fertigstellung der Brücke über sie verkehrenden Straßenbahn und des bereits 1974 eingestellten Oberleitungsbusbetriebs, der seit 1947 über die Brücke verkehrte, ist die Leistungsfähigkeit für den motorisierten Straßenverkehr begrenzt. Ursächlich dafür ist weniger die nur 10,20 Meter breite Fahrbahn auf der Brücke selbst (die Befahrung durch LKW ist seit einigen Jahrzehnten verboten), sondern vor allem der fünfarmige Knotenpunkt des Schillerplatzes auf Blasewitzer Seite als Endpunkt der südlichen Brückenrampe, wie ein vieldiskutierter Verkehrsversuch 2024 zeigte.
Vielfältige Untersuchungen haben gezeigt, dass mit aufwändigen Sanierungsarbeiten der Erhalt der Brücke selbst für den jetzigen Verkehrszustand (Mischnutzung durch alle Verkehrsarten) einige Jahrzehnte auch weiterhin garantiert werden könnte. Eine grobe Kostenschätzung Anfang der 2000er Jahre ging dafür von einem Gesamtaufwand von 130 Millionen Euro aus: Inflationsbereinigt entspricht dies in etwa den Rohbaukosten für den Wiederaufbau der Dresdner Frauenkirche.

## Vorgeschichte und Anlass
Bis zum Bau der Brücke diente als Verbindung der rechts der Elbe liegenden Dörfer zwischen Pirna und Loschwitz mit der Residenzstadt Dresden nur ein einziger Fußweg von Loschwitz aus bis zur Bautzner Straße in der Höhe des ehemaligen Wasserwerks Saloppe. Dieser später als Körnerweg bezeichnete Fußweg, inzwischen zugleich Teil des Elberadwegs, war bei Hochwasser oder Eisgang unbenutzbar. Während dieser Zeiten blieb den Dörflern, die in Richtung Dresden und umgekehrt unterwegs sein mussten, ab Loschwitz nur der Weg über die Hochfläche auf der heutigen Schillerstraße bis zur Mordgrundbrücke und weiter abwärts auf der heutigen Bautzner Straße. Auch die ab 1837 eingerichtete Elbschifffahrt beseitigte diesen Mangel nicht.
Die seit 1287 nachweisbare und bei Hochwasser und Eisgang gefährliche Fährverbindung zwischen Blasewitz und Loschwitz, die zunächst ein Privileg des Klosters Seußlitz war und später vom Maternihospital betrieben wurde, ging Anfang der 1860er Jahre an die Elbe-Dampfschifffahrtsgesellschaft über. Seit 1863 wurde eine häufig überlastete Dampffähre eingesetzt, deren Betrieb in der Nacht gefährlich war. Ein Bericht des Gemeindevorstandes von Loschwitz von 1883 gibt eine sonntägliche Nutzung von 6000 Personen zuzüglich Wagen und Reiter an. Seit 1870 forderten die anliegenden Gemeinden des rechten Elbufers und die Loschwitzer Villenbesitzer eine bessere Anbindung an Dresden durch den Bau einer Brücke zwischen Loschwitz und Blasewitz oder einer rechtselbischen Hochuferstraße zwischen Loschwitz und Dresden mit 9,00 Meter Breite. Der Plan des Ministeriums des Inneren von 1872 zum Bau der Hochuferstraße wurde durch Verordnung des Finanzministeriums vom 18. Juli 1883 endgültig verworfen und nie wieder aufgenommen.

## Planungs- und Baugeschichte

### Frühe Planungen
Der erste Vorstoß zum Bau einer Brücke geschah 1873 durch den Unternehmer Bernhard Facilides in Verlängerung der heutigen Draesekestraße zwischen Heinrich-Schütz-Straße und Oehmestraße, also stromaufwärts der heutigen Brücken-Stelle. Am 8. Januar 1874 übergab er das auf seine Kosten erarbeitete Vorprojekt, für das er außerdem die AG für Eisen-Industrie und Brückenbau vorm. Johann Caspar Harkort in Duisburg und das Lauchhammerwerk gewinnen konnte, dem Finanzministerium für die Erteilung einer Vorkonzession. Die genaue Brückenkonstruktion ist nicht mehr bekannt – dass es eine Eisenbrücke war, geht aus den beteiligten Unternehmen hervor. Die Baukosten schätzte Facilides auf 350.000 Taler, die er jedoch allein nicht aufbringen könne.
Das Projekt konkurrierte noch 1874 mit einem zweiten Projekt des Gutsbesitzers Engler, der die Brücke etwa in Höhe des Angelstegs (nur wenige Meter stromab der heutigen Lage) errichten wollte. Dieses Projekt befand sich noch 1883 in der Diskussion, letztlich verzögerte es sich ebenfalls, weil die Baukosten nicht aufgebracht werden konnten.

### Planungen
Die königliche Wasserbaudirektion formulierte 1880 in insgesamt neun Punkten Anforderungen an den Bau einer Brücke:
1. Sie sollte senkrecht zum Strom liegen und eine Stromöffnung mit mindestens 135 Metern Breite sowie zwei Flutöffnungen links und rechts davon mit jeweils mindestens 55 Metern Breite besitzen.
2. Als Konstruktionsunterkante wurde 10 Meter über Nullwasserstand gefordert.
3. Die maximale Steigung der Fahrbahn sollte bei 1:30 liegen.
4. Die Regulierung der Flussufer war Bestandteil des Bauprojekts.
5. Neben einer Fahrbahn von 6,40 Metern Breite sollten Fußwege mit 1,70 bis 2,00 Metern Breite angeordnet sein.
6. Die lichte Höhe des Verkehrsraums über der Fahrbahn sollte mindestens 4,60 Meter betragen.
7. Als Belastungen wurden allgemein 400 Kilogramm pro Quadratmeter (bei den Fußwegen 480 Kilogramm pro Quadratmeter) sowie Belastungen mit 5 Tonnen Raddruck bzw. Straßenwalzen von 8 Tonnen vorgegeben.
8. Der Winddruck war mit 50 Kilogramm pro Quadratmeter bei unbelasteter Brücke anzunehmen.
9. Als entscheidend erwies sich die Forderung: „Für die Hauptöffnungen sind statisch bestimmte Eisenkonstruktionen zu wählen“, was einer Vorgabe für das zu wählende Material gleichkam.[7]

1883 befanden sich schließlich drei Entwürfe in der Diskussion. Die Königin-Marien-Hütte in Cainsdorf schlug eine vom Angelsteg in Blasewitz ausgehende 11 Meter breite Eisenbrücke mit Parabelträgern und fünf Mittelpfeilern (davon einer in der Mitte des Stroms) vor. Als Baukosten gab sie 945.000 Mark an (exklusive Landerwerb und Nebenkosten). Ein zweites Projekt des Ingenieurs Kitzler sah vom Schillerplatz ausgehend eine Hängebrücke mit vier Stahlketten vor, bei reinen Baukosten von 787.000 Mark. Der dritte Entwurf war das private Projekt des Gutsbesitzers Engler, das durch die Ingenieure Proell und Scharowsky ausgearbeitet wurde und 900.000 Mark kosten sollte.
Der Landtag bewilligte am 15. Oktober 1884 eine Staatsbeihilfe in Höhe von 400.000 Mark, die Kosten wurden nunmehr auf 1.150.000 Mark beziffert. Am 14. September 1886 konstituierte sich auf Betreiben der Gemeinde Loschwitz ein Brückenverband, um das Projekt voranzutreiben und auch, um die Haftung für die Kosten zu verteilen. Diese Haftung übernahmen die Gemeinden Loschwitz (60 %), Blasewitz (15 %), Hosterwitz und Wachwitz (jeweils 6 %), Niederpoyritz (5 %), Bühlau (3 %), Weißer Hirsch (2 %) sowie Pillnitz, Rochwitz und der selbständige Gutsbezirk Weißer Hirsch zu jeweils 1 %. Schon zu diesem Zeitpunkt wurden erste Festlegungen zu Brückengeldern getroffen, um eine Kalkulationsgrundlage zu bekommen. Der Brückenverband favorisierte trotz eines Pfeilers in Strommitte das Projekt der Königin-Marien-Hütte. Ein Strompfeiler wurde jedoch von den Schifferverbänden von Torgau bis Außig vehement abgelehnt, weshalb der Brückenverband das Kölner Unternehmen Felten & Guilleaume mit der Ausarbeitung eines weiteren Entwurfs ohne Strompfeiler beauftragte. Die Ingenieure von Felten & Guilleaume schlugen eine Kettenbrücke vor. Eine Bedingung der königlichen Wasserbaudirektion, der Claus Koepcke vorstand, wurde in diesem aber nicht eingehalten, nämlich die Statische Bestimmtheit der Konstruktion. Auf Betreiben der Wasserbaudirektion modifizierte die Marienhütte ihren Entwurf in allen Teilen auf das System Koepcke: eine „versteifte Hängebrücke“ in statisch bestimmter Konstruktion. Diesen Entwurf reichte der Brückenverband dann schließlich 1887 in einer Petition beim Sächsischen Landtag ein.

### Konstruktion

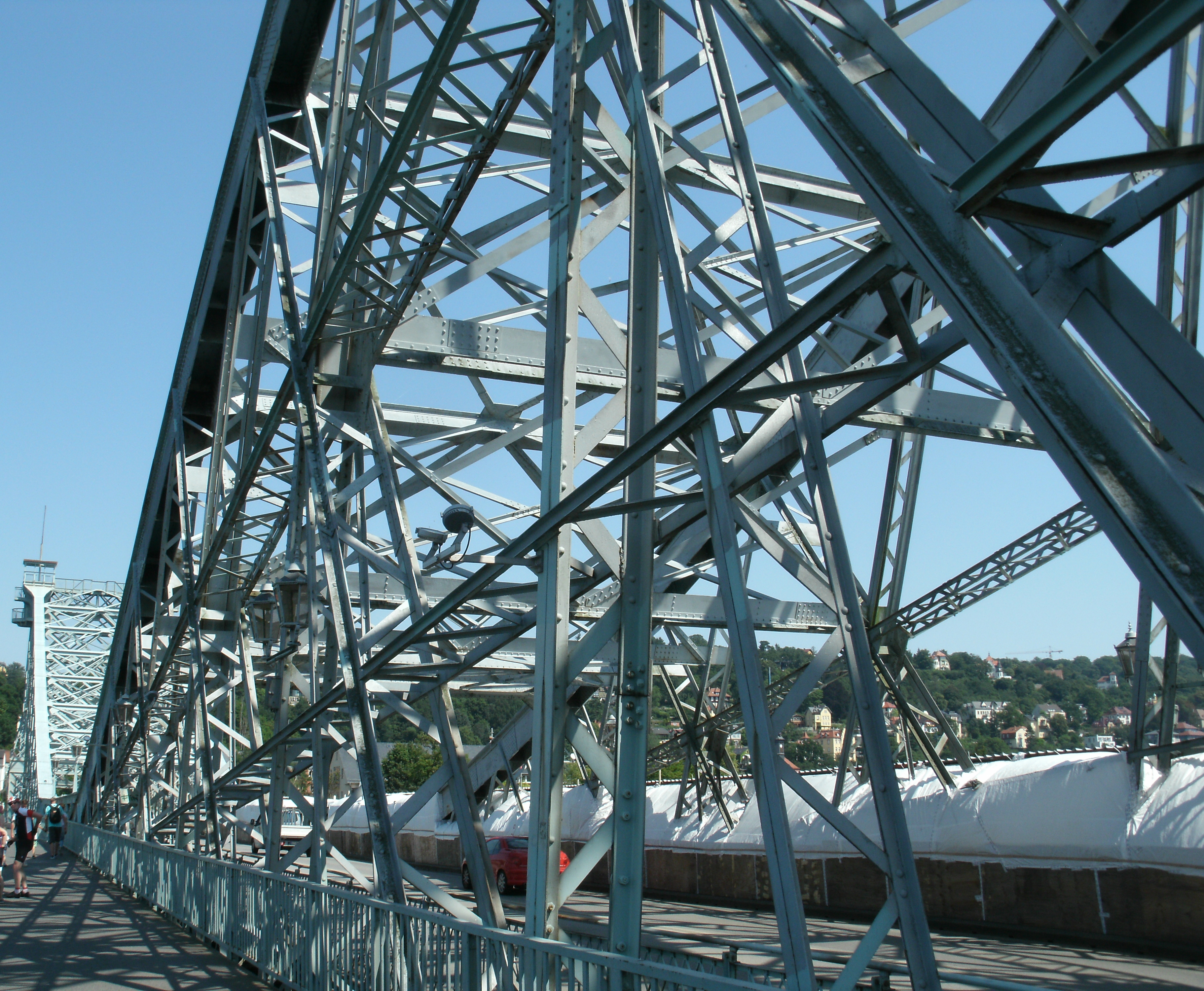
Blick auf die Fachwerkkonstruktion

Tragwerk-Schema des Blauen Wunders; Die Gelenke sind als rote Punkte dargestellt, der Spalt zwischen den äußeren Fachwerkdreiecken ist hier zur Verdeutlichung verbreitert dargestellt und befindet sich hinter den säulenartigen Wendeltreppen der Brücke.

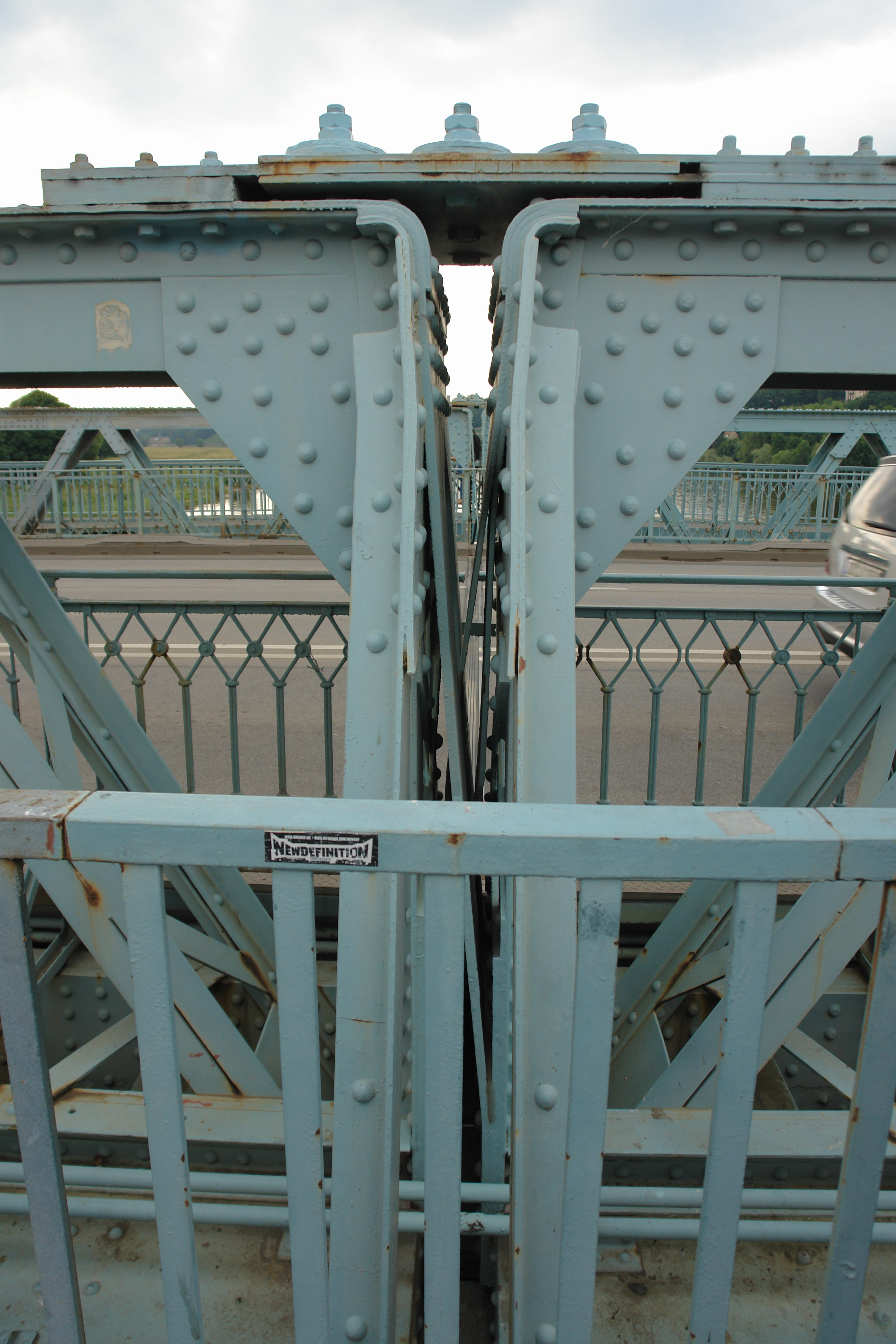
Lücke über dem Mittelgelenk mit einem Blechpaket als „Schwingungsbremse“ oben

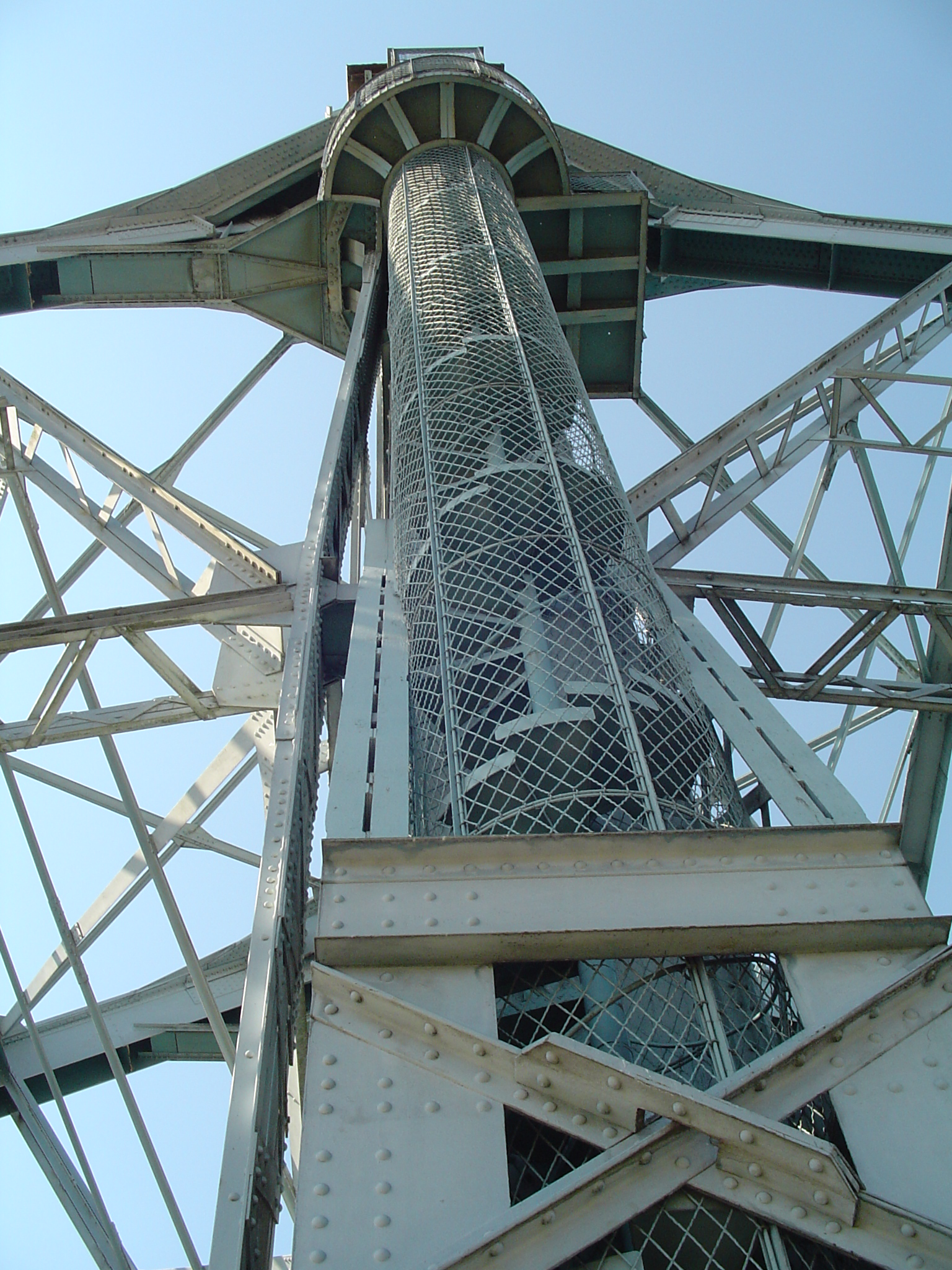
„Pylon“ mit Federgelenk (oberste dreieckige Platten) am oberen Ende und Wendeltreppe

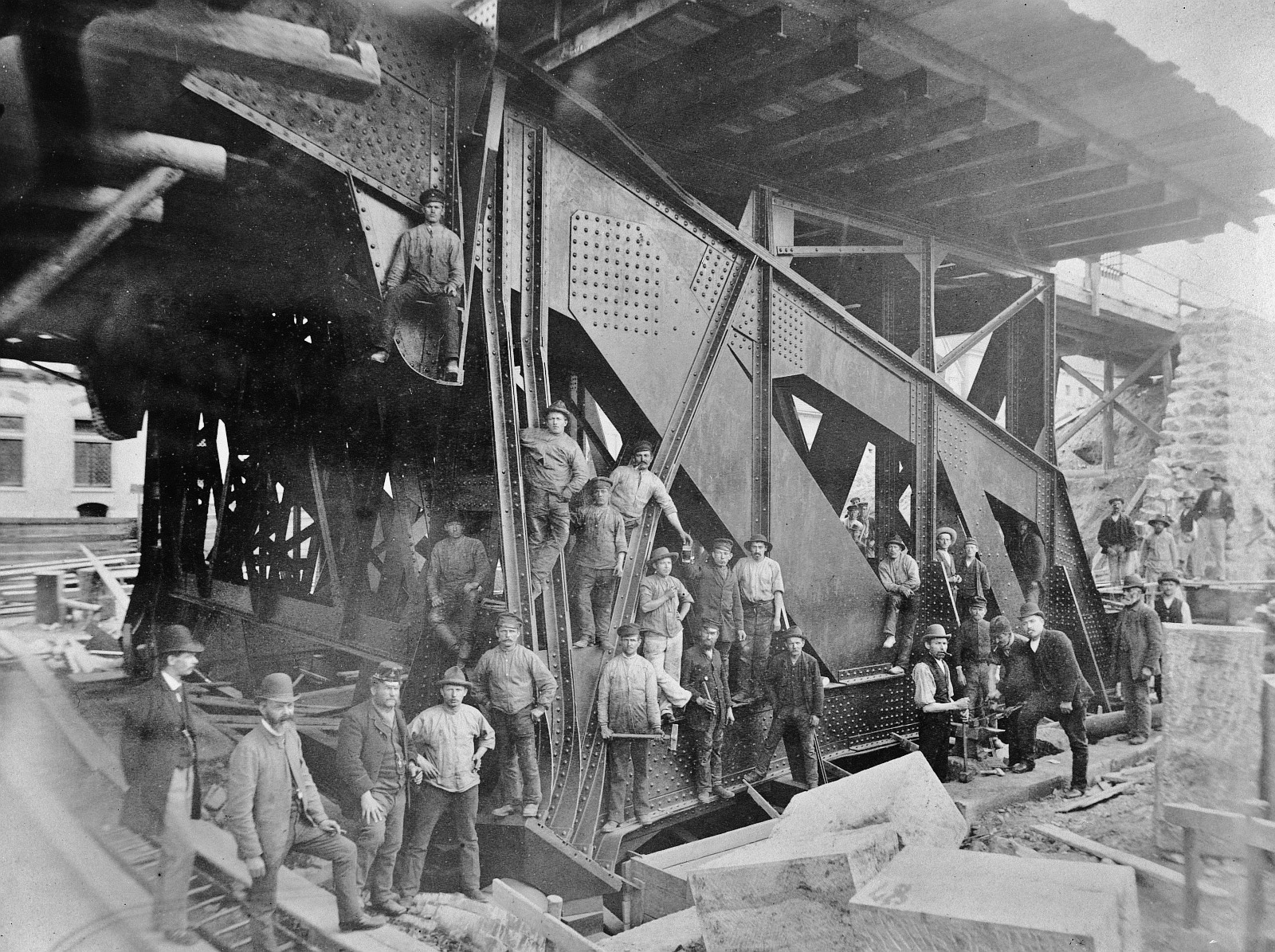
Winkelhebel auf der linken Elbseite beim Bau (ca. 1893, Foto von Ermenegildo Antonio Donadini)

Nachdem Probleme mit Schwingungen bei Hängebrücken in Nordamerika aufgetreten waren, beschäftigte Koepke die Frage, „… durch welche Mittel Kettenbrücken [Hängebrücken] gegen Oscillationen, namentlich in vertikaler Richtung, zu schützen sind, …“ Seine „… Idee war, die als Zugeisen konstruierte Kette durch Gitter mit der Fahrbahn zu verbinden, um eine steife Wand zu erhalten, …“ Er entwickelte eine „versteifte 3-gelenkige Hängebrücke“. Im Unterschied zu gewöhnlichen Hängebrücken verzichtete Koepke allerdings auf Pylone und Hängeseile und verwendete stattdessen Stahlprofile als Zugbänder, die er durch diagonale Streben mit der Fahrbahn zu dreiecksförmigen Fachwerkelement verband, die jeweils für sich im statischen Sinne eine Scheibe bildeten. Die beiden mittleren Dreieck-Scheiben sind mit einem Gelenk verbunden und ruhen jeweils mit einem weiteren Gelenk auf den Flusspfeilern (siehe Abbildung).
Die beiden mittleren Dreiecke sind mit den Widerlagern über je ein weiteres Fachwerk-Dreieck verbunden, so dass jede Seite der Brücke aus vier solcher dreiecksförmigen Fachwerk-Wänden besteht. Die vertikal zusammenstehenden Kanten der Dreiecke bilden die Pylone der Brücke und werden durch vorgesetzte Wendeltreppen gestalterisch betont (vergleiche Abbildung). Anstelle von im Boden verankerten Widerlagern wird die Brücke durch äußere Winkelhebel auf Spannung gehalten, die durch schwere Ankerblöcke (mit Roheisen u. a. gefüllte Kästen) nach unten gezogen werden.
Koepcke orientierte sich an dem von Johann Wilhelm Schwedler entwickelten statisch bestimmten Dreigelenkbogen, der wie das Blaue Wunder ein Mittelgelenk besitzt.
Als weitere Besonderheiten hat das Blaue Wunder:
- überall Federgelenke (außer in den gelenkigen Lagern auf den Pfeilern)
- sogenannte „Schwingungsbremsen“ als mit Federkraft zusammen gedrückte Blechpakete (u. a. an den unteren Ecken zwischen inneren und äußeren Wänden; siehe auch Lamellenkupplung)

Federgelenke wurden u. a. schon von Heinrich Gerber angewendet und gehören heute im Bauwesen zum Stand der Technik, während „Brückenbremsen [Schwingungsbremsen] nach dem System Koepcke … heute nicht mehr verwendet“ werden. Die Brücke ist aber „ein Unikat, weil sie den Extremfall der Versteifung einer Hängebrücke darstellt.“

### Bauablauf

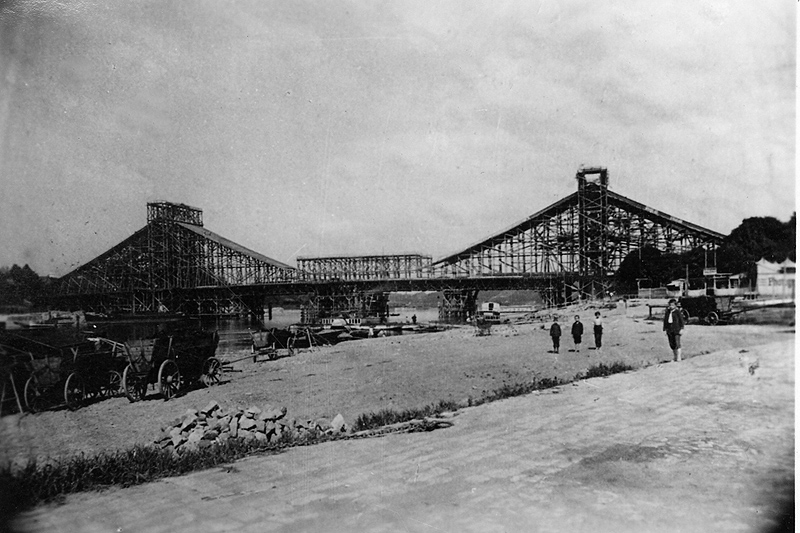
Blaues Wunder während des Baus, Foto 1893 von August Kotzsch

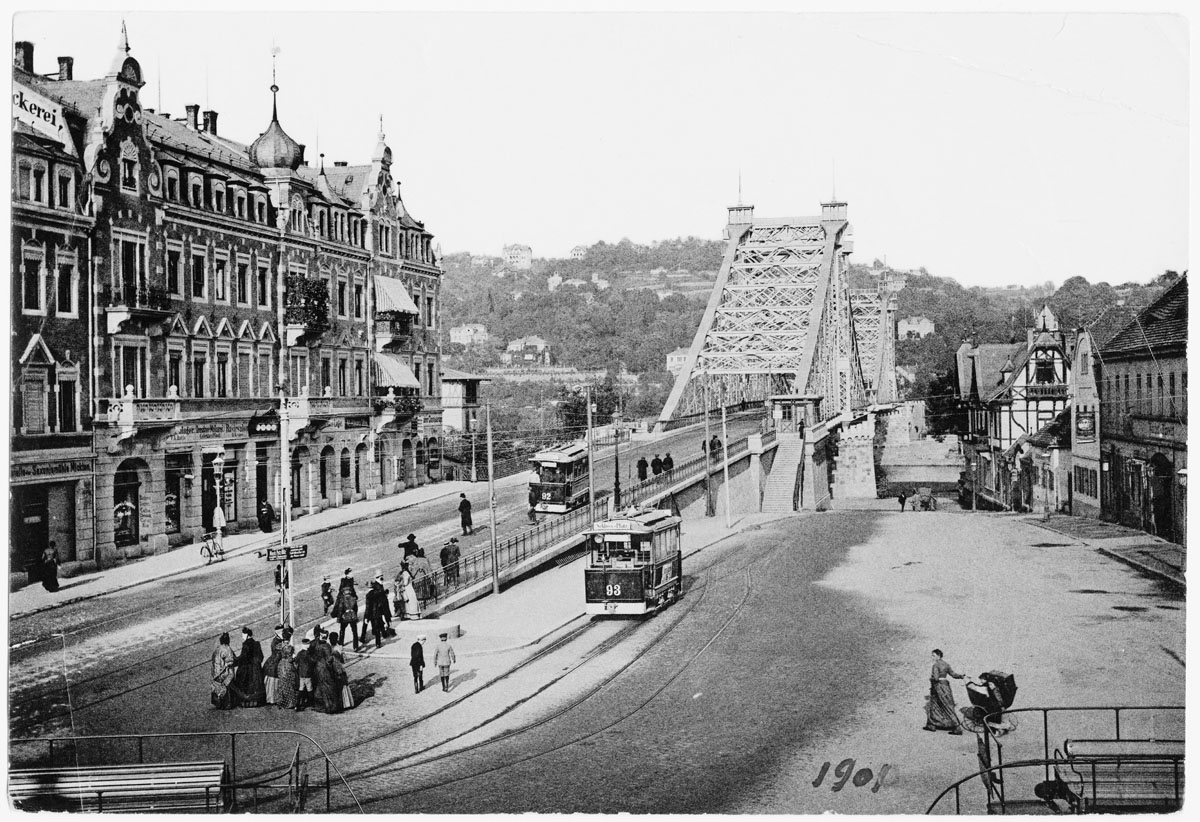
Blaues Wunder nach der Fertigstellung vom Schillerplatz aus gesehen, um 1900

Der Bau der Brücke begann mit dem ersten Spatenstich am 1. April 1891 unter der Leitung des Ingenieurs und sächsischen Baubeamten Hans Manfred Krüger (1858–1926). Am 28. April 1891 begannen die Arbeiten am Loschwitzer Anker, der Loschwitzer Pfeiler erhielt Mitte Juni 1891 seine Fundamentplatte und war im Dezember 1891 fertiggestellt. Nach den Arbeiten für die Fundamentplatten der Ankerkammern wurde auch der Blasewitzer Pfeiler errichtet und die hölzernen Untergerüste eingerammt.
Die Brückenteile aus Flußeisen, hergestellt nach dem Siemens-Martin-Verfahren, wurden im Wesentlichen in der Königin-Marien-Hütte in Cainsdorf bei Zwickau gefertigt und an beide Elbuferseiten per Bahn und Schiff angeliefert. Die Montage der Eisenkonstruktion begann im Oktober 1891 und dauerte bis Ende Oktober 1892 (am 16. Oktober 1892 wurden die Scheitelfedergelenke vernietet), wobei die Gerüste für Eisenkonstruktion im März 1892 aufgestellt und ab Mai 1892 die eigentliche Konstruktion auf den Pfeilern errichtet wurde. Die Arbeiten am Loschwitzer Anker waren vorher im Februar 1892 abgeschlossen worden, im März 1892 auch die am Blasewitzer Anker, die Ankerkammern wurden noch bis Juni 1892 ausgemauert. Im November 1892 war die Brücke rohbaufertig, im Dezember 1892 wurden die Untergerüste abgebaut. Am 20. Dezember 1892 wurde schließlich die Entscheidung mitgeteilt, dass beide damaligen Straßenbahngesellschaften die Brücke gemeinsam nutzen dürfen.
Mit der Gewichtsabnahme der 3.018 Tonnen wiegenden Eisenkonstruktion am 7. April 1893 war nach weniger als zwei Jahren der 2,25 Mio. Mark teure Bau konstruktionsseitig abgeschlossen. Anschließend erfolgte der Aufbau der Fahrbahn, der Fußwege und die Einlegung der Schienen für die Straßenbahn sowie der Farbanstrich in Himmel- bzw. Hellblau.
Die feierliche Einweihung fand am 15. Juli 1893 statt. Dabei wurde die erst neun Tage zuvor eröffnete erste elektrische Straßenbahnlinie Dresdens vom Schloßplatz zum Schillerplatz über die Brücke zum Körnerplatz in Loschwitz verlängert.

### Name
In der Entstehungszeit war die Brücke eine der ersten dieser Spannweite aus Metall, die keine Strompfeiler im überspannten Fluss (hier der Elbe) benötigte – unter anderem deshalb wurde sie als Wunder bezeichnet. Der Name Blaues Wunder wiederum ist auch auf den hellblauen Farbanstrich der Brücke zurückzuführen, der schon in Publikationen aus der Zeit der Erbauung erwähnt wird (erste Erwähnung am 25. April 1893 zum Zeitpunkt des Erstanstrichs) und sich bereits auf einer anlässlich der Einweihung 1893 geprägten Gedenkmünze findet.
Der gelegentlich gebrauchte Taufname der Brücke – König-Albert-Brücke – ist nur zu den Einweihungsfeierlichkeiten am 15. Juli 1893 nachweisbar, er fand keinen Eingang in offizielle Dokumente sowohl des Fiskus als auch der Gemeinden und auch nicht in den allgemeinen Sprachgebrauch, die offizielle Bezeichnung lautete seit jeher Loschwitzer Brücke.
Am 5. April 1936 verbreitete die Tageszeitung Dresdner Nachrichten in einem Beitrag, dass die Brücke ursprünglich mit einer Mischfarbe Kobaltblau und Chromgelb grün angestrichen gewesen sei und sich die Gelbanteile durch Witterungseinflüsse verflüchtigt hätten; nur das Blau sei übrig geblieben. Diese Zeitungsente wurde für bare Münze genommen und entgegen den historischen Fakten in der Folgezeit wiederholt und weiter ausgebaut. So sprachen andere Quellen nur noch von der Sonneneinstrahlung, durch die sich die Gelbanteile verflüchtigt hätten. Der Kunsthistoriker Volker Helas merkte dazu an: „Warum hätte man denn eine grüne Brücke Blaues Wunder genannt?“
2005 schlug die Linkspartei.PDS vor, die Loschwitzer Brücke offiziell in Blaues Wunder umzubenennen, der diesbezügliche Antrag fand im Stadtrat keine Mehrheit.

## Weitere Geschichte bis 1990

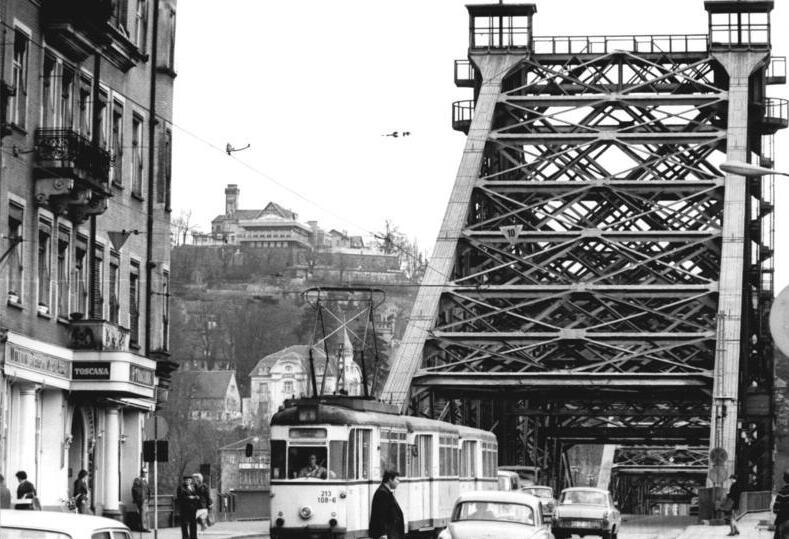
Eine der letzten Straßenbahnfahrten über die Brücke (April 1985)

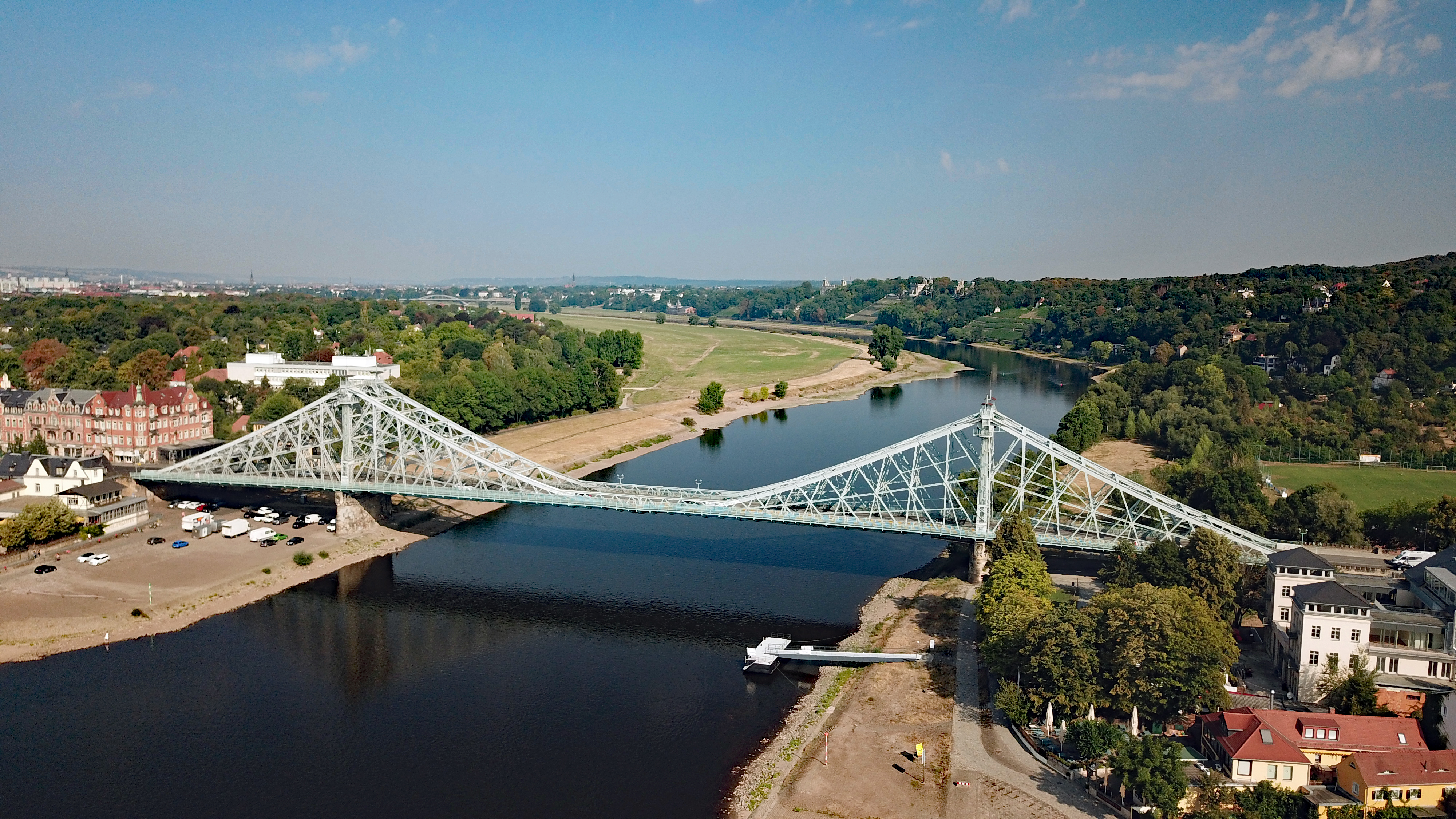
Blaues Wunder aus der Luft

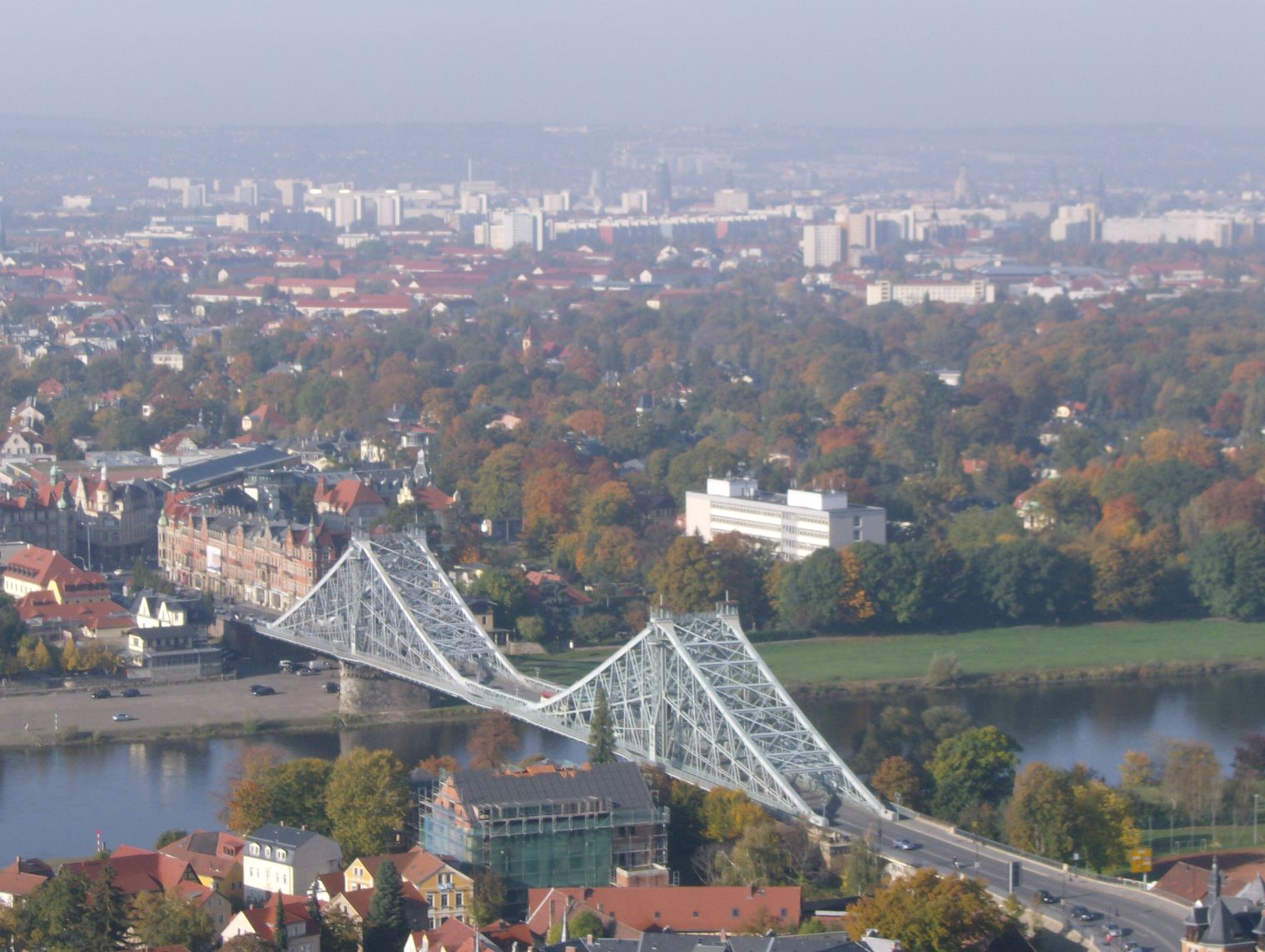
Blaues Wunder von Oberloschwitz

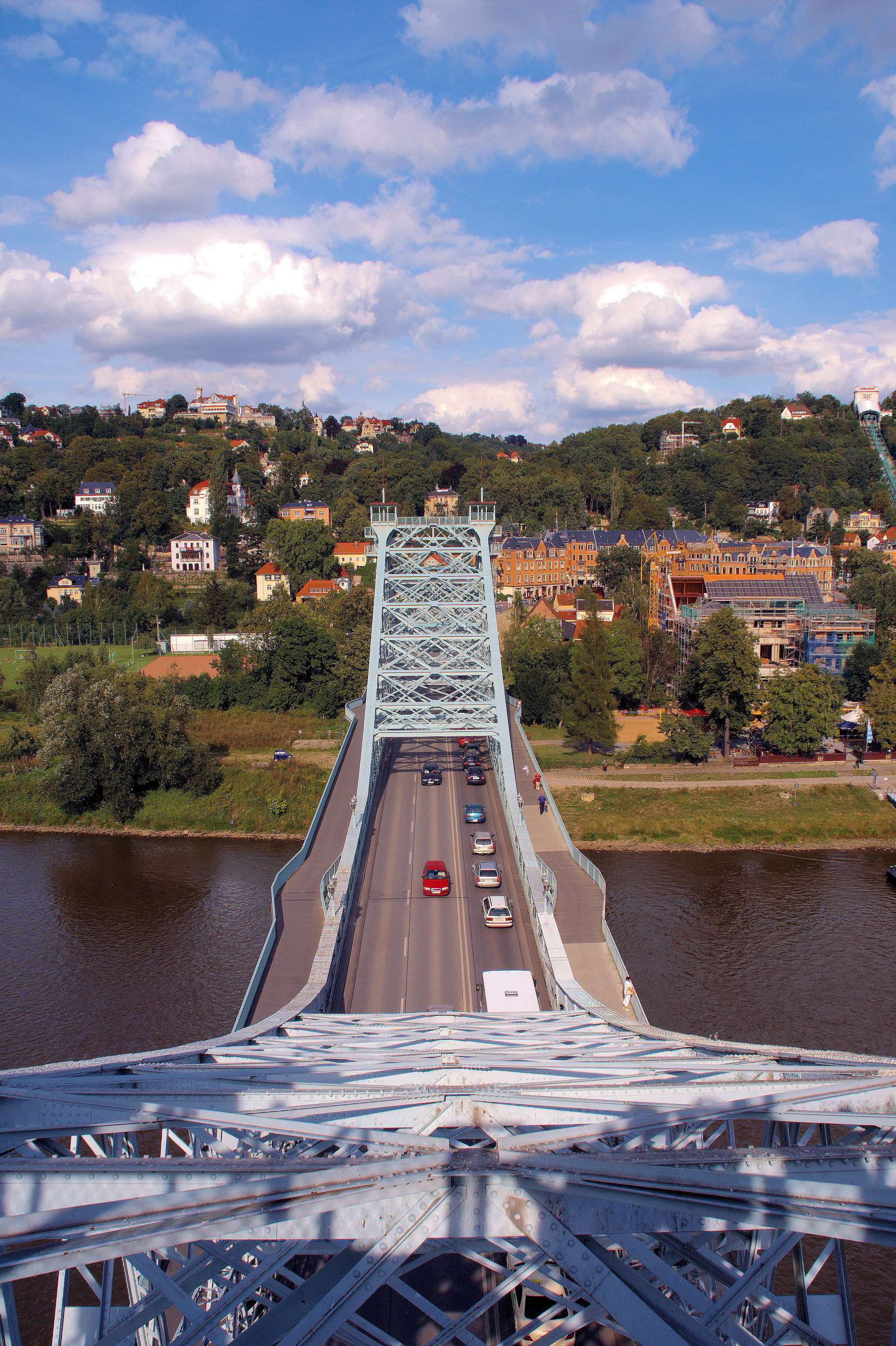
Blick von einem Pylon des Blauen Wunders in Richtung Loschwitzer Elbhänge

Für die Benutzung der Brücke musste von deren Eröffnung an ein Brückengeld entrichtet werden, damit der Brückenverband die für den Straßenbau aufgenommenen Kredite mit Zins und Tilgung zurückzahlen konnte:
- 3 Pfennige, kurz darauf 2 Pfennige für Fußgänger, Straßenbahnfahrgäste, Rad- und Kraftfahrer, bis 1921 (dem Zeitpunkt der Eingemeindung von Loschwitz und Blasewitz nach Dresden)
- 10 Pfennige kosteten Zugtiere, ebenfalls bis zur Eingemeindung 1921 und
- 20 Pfennige für Kraftfahrzeuge, aufgehoben am 1. Juni 1924[23]

Abonnements und Sonderregelungen waren möglich. In kurzer Zeit sammelte sich jedoch über die jährlichen Zahlungen hinaus ein Überschuss an, der unter anderem zum Bau der Stützmauer in der Loschwitzer Schillerstraße verwendet wurde. Sie wurde daraufhin im Volksmund „Zwee-Pfeng-Mauer“ genannt.
Auch nach der Eingemeindung der beiden Orte verblieb die Brücke beim Fiskus des Freistaates Sachsen. Die Stadt war erst nach deren Verbreiterung durch die Verlegung der Gehwege beidseits auf die Außenseiten der Brücke zu deren Übernahme in städtisches Eigentum bereit. Nach umfangreichen Materialprüfungen unter Leitung von Professor Kurt Beyer ergab sich, dass die Träger an die Tragwerksscheiben und unter Aufrechterhaltung des Verkehrs angeschweißt werden können. Vom 18. März bis zum 31. Oktober 1935 wurde die Brücke umgebaut, gleichzeitig wurden die Straßenbahnschienen zur Brückenmitte verlegt. Dem Fahrverkehr standen nunmehr 10,20 Meter Fahrbahn zur Verfügung, eine weitere Verbreiterung ist nicht möglich. Durch diese Maßnahmen wurde die Brücke um 450 Tonnen schwerer. Ende 1935 ging sie schließlich in das Eigentum der Stadt Dresden über.
Während der Luftangriffe auf Dresden 1945 wurde die Brücke durch Treffer beschädigt, was jedoch nach Überprüfung nur zu Nutzungsbeschränkungen führte.
Am 7. Mai 1945 wurde die Brücke unabhängig voneinander durch mehrere Bürger vor der Sprengung durch die auf dem Rückzug befindliche Wehrmacht gerettet. Daran erinnert eine Gedenktafel am stromabwärtigen Fußweg auf Blasewitzer Seite, wenngleich sie nur zwei Namen (Paul Zickler und Erich Stöckel) nennt, darüber hinaus verhinderten der aus Rochwitz stammende Max Mühle, der Blasewitzer Handelsvertreter Carl Bouché und der als Brückenkommandant eingesetzte Hauptmann Wirth, jeweils ohne gegenseitiges Wissen, die Sprengung.
Die wirtschaftlichen Nöte der Nachkriegszeit führten dazu, nur das unbedingt Nötigste zu tun, erst 1952 konnte die Stahlkonstruktion erneut konserviert werden. Inzwischen hatten allerdings die Schäden am Fahrbahnbelag, der noch immer aus Holzbohlen bestand, derart zugenommen, dass eine Gewichtsbeschränkung bis zu drei Tonnen (ausgenommen die Nahverkehrsmittel) verfügt wurde. Als neue Lösung wurde nunmehr der Aufbau der Fahrbahn als orthotrope Platte erwogen, um annähernd das gleiche Gewicht beibehalten zu können.
Nach der Entscheidung darüber wurde zwischen 1956 und 1959 die aus 164 jeweils unterschiedlichen Einzelteilen bestehende orthotrope Platte eingebaut. Allerdings wurde der Beschaffung der nur 55 Millimeter hohen Straßenbahnschienen als Rillenblockschienen mit Devisenmitteln nicht zugestimmt, so dass diese als Sonderkonstruktion aus S49-Vollkopfschienen auf dem Werkplatz Reick der Dresdner Verkehrsbetriebe (DVB) entstand. Das Problem bestand allerdings von Anfang an, dass die gelieferten Vollkopfschienen von minderer Qualität waren (vor allem mit Rissen und Lunkern durchsetzt), die zu dem weit durchs Elbtal hallenden Lärm führten, wenn eine Straßenbahn das Blaue Wunder befuhr.
1967 war geplant, die Brücke abzureißen und die Bereiche nördlich und südlich der Brücke komplett neu zu bebauen. Nach den damals nicht veröffentlichten Entwürfen, sollte in Blasewitz lediglich die Häuserzeile nördlich und südlich des Schillerplatzes stehen bleiben, in Loschwitz nur die Bebauung des Körnerplatzes und das Elbehotel. In Blasewitz wäre nach diesen Planungen nach 1976 das gesamte Areal, begrenzt durch die Elbe sowie die Hübler-, Berggarten- und Oehmestraße beräumt worden, in Loschwitz das Areal zwischen Elbe, Elbbrücken- und Pillnitzer Landstraße bis zur Winzerstraße. Die Kretschmerstraße sollte mindestens auf die Breite der Dornblüthstraße erweitert werden und direkt über einen Brückenneubau zur Grundstraße geführt werden. Südlich der Elbe sollte die Brücke von einer neuen Hochuferstraße, die vom Käthe-Kollwitz-Ufer bis Höhe Oehmestraße führen sollte unterfahren werden. An diese waren Anschlüsse in Form eines Halben Kleeblatts vorgesehen. In Loschwitz war die Fidelio-F.-Finke-Straße als Hochuferstraße bis Wachwitz vorgesehen. In völliger Verkennung der Koepckeschen Konstruktion sollte ein einzelner Pylon auf der Blasewitzer Seite verbleiben. Ausgeführt wurde davon nichts, wenngleich die auf diese Weise zum Abriss vorgesehenen Häuser mit einem Bau- bzw. Sanierungsverbot belegt wurden und nunmehr zu Ruinen verkamen.
Obwohl 1963/64 die Brücke einen neuen Anstrich erhielt und 1972 die stromab liegende Gehbahn erneuert wurden, wurden Instandhaltungsarbeiten und vor allem Kleinarbeiten sträflich vernachlässigt. Eine um die Jahreswende 1984/85 durchgeführte Brückenprüfung ergab, dass eines der beiden Rollenlager der Pylone nicht mehr beweglich war. Das Federgelenk in Brückenmitte wurde als Fehlkonstruktion beurteilt. Zu ihm parallel wurden auf jeder Seite vier die Brückenhälften zusammenziehende Stangen eingebaut. Dass zahlreiche weitere Überbeanspruchungen durch die hochfrequenten Belastungen eingetreten waren, spielte kaum eine Rolle. Allein das Urteil über das mittige Gelenk führte zu dem völlig überhasteten Beschluss des Rates, die Verkehrsbelastung dadurch zu vermindern, dass der Straßenbahnverkehr von Blasewitz bis Pillnitz ab 9. April 1985 komplett eingestellt wurde.
Eine Wiederaufnahme des Straßenbahnverkehrs nach gründlicher Wartung der Brücke wurde von den Verantwortlichen im Rat der Stadt Dresden weder in Betracht gezogen, galt doch die Planungskonzeption von 1967 (Neubau einer Brücke in der direkten Linie von der Kretschmerstraße (Blasewitz) zur Grundstraße (Loschwitz) unter Aufgabe der historischen Bausubstanz auf diesem Trassenzug) als „Doktrin“ weiterhin. Erst recht nicht wurde im Rat der Stadt ernsthaft erwogen, welche weiteren Erhaltungsmaßnahmen für die Zukunft nötig seien; eine Debatte über die unterlassene kontinuierliche Wartung, insbesondere der sensiblen Gelenke der Konstruktion war ohnehin unerwünscht und wurde unterdrückt bzw. negiert.
Noch im Jahr der Straßenbahneinstellung begannen Sicherungsmaßnahmen, die sich jedoch bis 1994 hinzogen. Als Brückenneubau wurde während dieser Konservierung nunmehr eine Brückenvariante in Form eines geschwungenen S vom Käthe-Kollwitz-Ufer bis zum Körnerplatz bei Erhalt des Blauen Wunders für Radfahrer und Fußgänger erarbeitet und verfolgt, dieser Neubau wurde ebenfalls nicht ausgeführt.

## Pflege und Zukunft
Da das Blaue Wunder im Gegensatz zu fast allen anderen Dresdner Elbbrücken weder Kriegszerstörungen erlitt noch aus anderen Gründen neu- oder umgebaut wurde, wird heute wegen der fortgeschrittenen Alterung seine dauerhafte Erhaltbarkeit hinterfragt. Für den Kraftfahrzeugverkehr besteht eine Begrenzung auf 15 t. Dennoch ist die Verkehrsbelastung der Brücke hoch. Die Erhaltung für Zwecke des leichten Fahrzeugverkehrs ist durch routinemäßige Pflege bis etwa 2025/2030 möglich.
Aus diesen Gründen wurde das Blaue Wunder seit Mitte der 1990er Jahre zu einem der zentralen Diskussionsgegenstände beim Streit um die Waldschlößchenbrücke. Außer dieser wurde seitens der Landeshauptstadt keine Entlastungs- oder Ersatzplanung für das Blaue Wunder vorangetrieben: In den 1970er und 1980er Jahren waren bereits umfangreiche Alternativuntersuchungen zu einer Elbquerung anstatt des bestehenden Blauen Wunders erfolgt.
Eine über das Jahr 2030 hinausgehende Nutzung des Blauen Wunders wird zwar für möglich, aber problematisch gehalten. Zu der Frage Sanierung, Entlastungs- oder Ersatzbauwerk? wurden unterschiedliche Überlegungen angestellt. 2015 entschied schließlich der Stadtrat, insgesamt 40 Millionen Euro für die Sanierung des Blauen Wunders im Bestand und verteilt über mehrere Jahre bereitzustellen. Überdies entschied die Stadtverwaltung im April 2024, sämtliche Brückenplanungen als Ersatz oder Ergänzung des Blauen Wunders mangels Realisierbarkeit einzustellen. Dies korrespondiert verkehrstechnisch mit den Erkenntnissen seit den „Abriss-Neubau-Planungen“ der späten 1960er Jahre, die eine Lösung „vor Ort“ nur mit tiefgreifenden städtebaulichen Maßnahmen (d. h. Abrissen von Stadtquartieren in Loschwitz und Blasewitz) als möglich erachteten und nicht mehr durchsetzbar sind.
Ab März 2019 führte die Stadt Dresden eine von ihr so bezeichnete „Generalsanierung“ der Brücke durch. Diese Sanierungsarbeiten wurden im Jahr 2020 abgeschlossen. Anschließend sollte die Brücke voraussichtlich bis zum Jahr 2025 weiter rekonstruiert und renoviert werden, wobei sich durch die Corona-Pandemie und erhebliche Kostensteigerungen für Bauleistungen (so wurden bei einigen Ausschreibungen keine oder keine zuschlagsfähigen Angebote abgegeben) der Zeitraum um mehrere Jahre verlängert. Die Nutzung soll anschließend über viele Jahre, evtl. sogar einige Jahrzehnte weiter gewährleistet sein und werden.

## Verkehr

### Verkehrsbelastung
- 2009: 32.500 Kfz/24h[32]
- 2015: 29.930 Kfz/24h[33]
- 2016: 28.400 Kfz/24h[33]

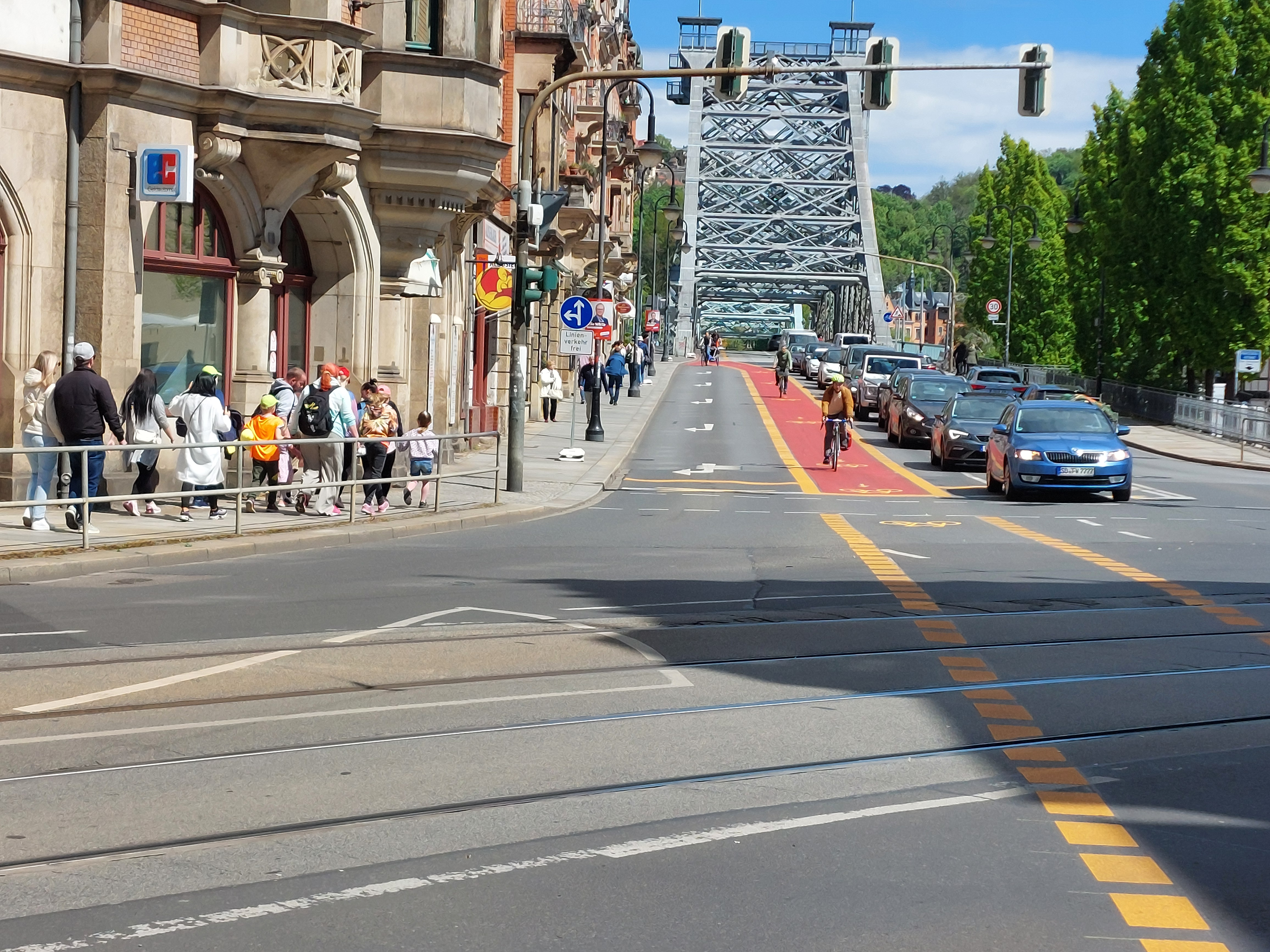
Verkehrsversuch 2024 am „Blauen Wunder“ (Blasewitzer Brückenrampe)

Seit November 2011 strahlen 60 LED-Strahler die Brücke in kaltweiß an. Sie leuchten im Sommer bis 1:00 Uhr, im Winter bis 23:00 Uhr.
Für Ärger und ausufernde Streitereien bis hin zu einer Morddrohung sorgen die ab dem 8. April 2024 verkehrswirksam und von vornherein in Form eines Verkehrsversuches auf dem Mittelstreifen der Brücke beidseits angelegten Fahrradstreifen, die nach Ansicht dessen Kritiker das auf der Brücke herrschende Verkehrschaos verschlimmert hätten. Tatsächlich war viel kritischer, dass eine der beiden Linksabbiegespuren von Loschwitz kommend nach Tolkewitz zugunsten eines Radstreifens aufgegeben wurde und dies nicht durch längere Räumzeiten auf dem Schillerplatz kompensiert werden konnte. Am 16. April 2024 gab die Stadtverwaltung auf Grund des erheblichen öffentlichen Drucks den vorzeitigen Abbruch des Verkehrsversuches bekannt, der nunmehr zum 28. April 2024 beendet wurde; ursprünglich sollte dieser bis 10. Juni 2024 andauern. Einen Tag später revidierte Oberbürgermeister Hilbert die Entscheidung teilweise und erklärte, dass die Fahrradstreifen direkt auf der Brücke in beiden Richtungen verbleiben und lediglich die Einziehung einer landwärtigen Abbiegespur zugunsten eines Radweges rückgängig gemacht werde. Dies ergibt insofern Sinn, als die auf der Brücke selbst 10,20 Meter breite Fahrbahn ohnehin jahrzehntelang lediglich auf zwei überbreite Fahrspuren aufgeteilt war, die bis 1985 durch die Straßenbahn mit genutzt wurden.

### Öffentlicher Personennahverkehr
Die Brücke wurde vom Zeitpunkt ihrer Eröffnung an durch die Straßenbahn befahren. Die „Deutsche Straßenbahn-Gesellschaft“ (die „Rote“) verlängerte ihre wenige Tage zuvor elektrisch eröffnete Linie vom Schloßplatz über das Terrassenufer bis zum Schillerplatz weiter bis zum Körnerplatz als Endpunkt „Loschwitz“, während die „Dresdner Straßenbahngesellschaft“ ihre von Plauen kommende und vor dem Schillerplatz in der Hüblerstraße endende Linie als Pferdebahn über die Brücke führte. Die Gleise des gestatteten Gemeinschaftsbetriebes lagen an den beiden Außenseiten der Fahrbahn und wurden erst mit dem Anbau der Fußwege 1935 in die Mitte der Brücke verlegt; am Körnerplatz hatten beide Gesellschaften eigene Kuppelendstellen, mithin war dieser Endpunkt viergleisig. Das erwies sich später für die Fortführung der Linie der „Roten“ als „Vorortbahn Loschwitz–Pillnitz“ von Vorteil, es wurde einer der beiden Kuppelendpunkte aufgelassen und die Strecke von dort weitergeführt.
Die Linienbelegung der Straßenbahn auf dem Blauen Wunder ab 1906 (interne Einführung der Liniennummerierung, offiziell ab 1909) zeigt folgende Tabelle:
| Nr. | Von           | Nach           | Beginn                | Ende                  | Bemerkungen |
| --- | ------------- | -------------- | --------------------- | --------------------- | --- |
| 1   | Loschwitz     | Plauen         | 15.07.1893            | 13.02.1945            | ab Eröffnung bis 1900 nur bis Böhmischer Bahnhof bzw. Reichenbachstraße (die „Gelbe“); 1914–1920 zeitweise und nach den Luftangriffen auf Dresden endgültig eingestellt |
| 2   | Loschwitz     | Schlachthof    | 05.10.1926 15.12.1948 | 13.02.1945 03.05.1969 | durch Striesen, ab 1936 mit Kleinem Hecht, nach den Luftangriffen auf Dresden zunächst eingestellt ab 1948 bis Mai 1950 durch Striesen (danach Stilllegung und Gleisabbau), anschließend über Tolkewitzer Straße; Linienlaufweg mit Linienreform 1969 komplett neu                                                                                |
| 4   | Pillnitz      | Radebeul West  | 04.05.1969            | 08.04.1985            | Stammlinie auf dem Blauen Wunder ab 1969; 1977–1985 von Radebeul West verlängert bis Weinböhla, in dieser Zeit mit 32,5 km Länge die längste und eine der landschaftlich schönsten Straßenbahnlinien der DDR; ab 1969 durchgängig ausschließlich mit Fahrzeugen der Typen LOWA und ET 54 und ET 57, auch in gemischter Zusammenstellung betrieben |
| 15  | Loschwitz     | Wölfnitz       | 21.09.1975            | 08.04.1985            | auf Bürgerdrängen als Ganztagslinie zur direkten Anbindung des Hauptbahnhofes eingeführt, dafür entfiel die Berufsverkehrs-Verstärkerlinie E 4 (beide ausschließlich mit T4D + B4D (sog. Mini) betrieben) |
| 18  | Pillnitz      | (verschiedene) | 15.07.1893            | 03.05.1969            | Stammlinie (die „Rote“) über 75 Jahre; variierende Endpunkte in der Innenstadt (beginnend ab Schloßplatz 1893) und später im Westen der Stadt, ab 1928 nach Cotta, ab 1957 nach Leutewitz |
| 58  | Niederpoyritz | Cotta          | 27.05.1956            | 25.05.1957            | kurzlebige Berufsverkehrs-Verstärkerlinie |
| E4  | Loschwitz     | Radebeul West  | 04.05.1969            | 21.09.1975            | mit der Linienreform 1969 als Berufsverkehrs-Verstärkerlinie eingeführt; entfiel 1975 endgültig mit Einführung der Linie 15 |

Auf dem Höhepunkt der Linienbelegung durch die Linien 1, 2 und 18 von 1926 bis 1945 ergab sich durch den damals tagsüber gefahrenen 15-Minuten-Takt auf allen Dresdner Straßenbahnlinien durchschnittlich alle zweieinhalb Minuten eine Fahrt eines Straßenbahnzuges über die Brücke, mit der allerdings Köpcke nie gerechnet hatte. Gleiches gilt für die heutige Verkehrsbelastung durch den motorisierten Individualverkehr, die ebenfalls nie Gegenstand prognostischer Untersuchungen war bzw. 1890 auch noch gar nicht sein konnte.
Während bzw. nach den Luftangriffen auf Dresden sowie dem Einmarsch der Roten Armee 1945, jedoch durch die unzerstörte Rettung der Brücke selbst, war der Straßenbahnbetrieb über das Blaue Wunder in dieser Zeit nur relativ kurz vom 13. Februar bis zum 9. März, am 17. April, vom 23. bis zum 27. April und schließlich während des bzw. nach dem Einmarsch der Roten Armee vom 7. bis 18. Mai eingestellt gewesen. Außerhalb dieser Unterbrechungen ist trotz der ansonsten verheerenden Zerstörungen Dresdens keine Unterbrechung des Straßenbahnbetriebes über die Brücke dokumentiert.
Vom 8. November 1947 bis zum 28. November 1975 wurde das Blaue Wunder durch den Oberleitungsbus Dresden befahren, zunächst als Linie C bezeichnet, seit der Umstellung von Buchstaben auf Zahlen am 25. Juni 1964 als O-Bus-Linie 61. Mit dieser Linienbezeichnung findet auf praktisch gleicher Strecke noch heute Omnibusverkehr statt.
Linienbusverkehr mit Kraftomnibussen über das Blaue Wunder gab es mit der Linie C (Hauptbahnhof–Strehlen–Loschwitz) ab 1925. Dieser wurde mit Beginn des Zweiten Weltkrieges im September 1939 wieder eingestellt. Einen Linienbusverkehr der Dresdner Verkehrsbetriebe gab es über das Blaue Wunder erst wieder mit Einstellung des O-Bus-Verkehrs ab 1975.
Am 8. April 1985 fuhr letztmalig eine Straßenbahn über das Blaue Wunder, ab dem Folgetag übernahm die von Blasewitz aus kommende Buslinie 85 (Abschnitt ist heute in der Linie 63 aufgegangen) den ÖPNV. Die Brücke wird heute von den Buslinien 61, 63 und 84 der DVB und der Buslinie 521 des Regionalbus Oberlausitz befahren.

## Rezeption

### Briefmarken
Der in Dresden ansässige „Internationaler Philatelistenverein von 1877 Dresden e. V.“ ist der älteste Philatelistenverein Deutschlands. Auf seiner Homepage widmet er sich ausführlich der Geschichte der Darstellungen des „Blauen Wunders“ auf Briefmarken und Ganzsachen, deren älteste Darstellung in einer Ganzsache für März 1894 nachweisbar ist. Dokumentiert hat er ebenfalls, dass am 13. April 2000 die bisher letzte Darstellung des „Blauen Wunders“ erschien, und zwar im Rahmen der Serie „Brücken“ als deutsche Sondermarke „Blaues Wunder“ zu 100 Pfennig (Entwurf: Hilmar Zill).

### Ansichtskarten
Das „Blaue Wunder“ ist zwar auf Ansichtskarten ab um 1900 nachweisbar, eine Dokumentation von deren Geschichte bzw. ein Nachweis der ältesten Ansichtskarte ist, analog der philatelistischen Dokumentation, bisher nicht bekannt und auf Grund der überzahlreichen Exemplare ab 1990 auch so nicht zu erwarten.

### Reiseführer
Während die imposante Loschwitz-Blasewitzer Brücke in damaligen Wanderführern, so z. B. in 100 Ausflüge rund um Dresden von 1898 nur wenige Jahre nach Fertigstellung nachweisbar ist, scheint nach Durchsicht eine systematische „Vermarktung“ (die letztlich auch dazu führte, dass diese Brücke als eines der Wahrzeichen Dresdens wahrgenommen wurde bzw. wird) erst Mitte der 1930er Jahre erfolgt zu sein: Um 1936 erschien in der Reihe Deutschland-Bildhefte – Ein Sammelwerk der deutschen Heimat!, die weit über 300 Einzelhefte umfasste und von der Universum-Verlagsanstalt G.m.b.H. in Berlin-Tempelhof „im Einvernehmen mit dem Reichsfremdenverkehrsverband“ herausgegeben wurde, das Deutschland-Bildheft Nr. 53 „Dresden – Deutschlands wundervolle Kunststadt“.
Dieses Bildheft gibt es in ungewöhnlich mehreren textlich unterschiedlichen Fassungen, die jedoch nur durch Nachschlagen erkenntlich werden.
1. Das ist zum einen das originale Bildheft.
2. Zum zweiten hatte offensichtlich eine Dresdner Dienststelle (die so bezeichnete 3. Auflage dieses Heftes) für Dresdner Belange diese herstellen und in diese als Mittelteil einen zusätzlichen Text per Klammerbindung einbinden lassen.
3. Für Ausflüge und Rundfahrten mit der „Kraftverkehr Sachsen AG“ (KVG, inkl. englischem Text) gab es diese zum einen, zum anderen aber für die neu eingeführten Stadtrundfahrten mit der Dresdner Straßenbahn, die das „Blaue Wunder“ passierten, anschließend in Loschwitz pausierten (für eine Fahrt mit der Schwebebahn Dresden inklusive Imbiss in der Gaststätte „Loschwitzhöhe“), um von dort aus anschließend die Rundfahrt per Straßenbahn fortzusetzen. Die „KVG-Variante“ dieses „Bildheftes“ erwähnt nur das „Blaue Wunder“, stellt es aber nicht in den Vordergrund.[43] Die dadurch gesicherte weite Verbreitung diente nicht nur touristischer Vermarktung: Die Teilnehmer solcher Angebote erhielten die Exemplare kostenfrei, ansonsten waren die 52-seitigen Hefte (zuzüglich der jeweiligen Beiheftung) für lediglich 20 Reichspfennig durch jedermann käuflich zu erwerben.

Der nach dem Zweiten Weltkrieg in Dresden erneut beginnende Tourismus bezog das „Blaue Wunder“ selbstverständlich ein. Bis heute nachwirkende Narrative sowohl der „einzigen unzerstörten Elbbrücke“ (was nicht zutrifft, die Flügelwegbrücke blieb ebenfalls unzerstört) oder der „Rettung durch die Arbeiter Erich Stöckel und Paul Zickler“ (was ebenfalls nicht zutrifft, daran waren mehr als fünf Personen beteiligt, u. a. der Wehrmachtsoffizier Hauptmann Wirth) bedienten einen neuen Zugang der Rezeption des „Blauen Wunders“.
Eine systematische Aufarbeitung dieses Themas, insbesondere etwa der Falschdarstellung (in Reiseführern bis etwa 2010) hinsichtlich der angeblichen Farbveränderung des Brückenanstrichs, ist derzeit nicht bekannt.